# ژانگ شیپینگ
ژانگ شیپینگ (انگلیسی: Zhang Shiping؛ زادهٔ ۱۹۴۶) کارآفرین، سرمایه‌دار و مدیر ارشد اجرایی اهل چین است، که بعنوان مدیرعامل شرکت هونگکیاو فعالیت می‌کند.